# Le Haut-Corlay
Le Haut-Corlay (bretonisch: Ar Gozh-Korle) ist eine französische Gemeinde mit 650 Einwohnern (Stand: 1. Januar 2022) im Département Côtes-d’Armor in der Region Bretagne.

## Geographie
Hier entspringt das Flüsschen Corlay, das zum Sulon entwässert.
Umgeben wird Le-Haut Corlay von den sechs Nachbargemeinden:
|          | Le Vieux-Bourg                              | Saint-Bihy            |
| Canihuel | Kompassrose, die auf Nachbargemeinden zeigt | La Harmoye            |
|          | Corlay                                      | Saint-Martin-des-Prés |

## Bevölkerungsentwicklung
| 1962 | 1968 | 1975 | 1982 | 1990 | 1999 | 2008 | 2012 | 2020 |
| 791  | 851  | 785  | 751  | 734  | 714  | 705  | 690  | 645  |

## Baudenkmäler
Siehe: Liste der Monuments historiques in Le Haut-Corlay